# تل محمد
تل محمد، روستایی از توابع بخش پادنا علیا شهرستان سمیرم در استان اصفهان ایران است.

## جمعیت
این روستا در دهستان پادنا علیا قرار دارد و بر اساس سرشماری مرکز آمار ایران در سال ۱۳۸۵، جمعیت آن ۳۷۴ نفر (۸۱ خانوار) بوده‌است.